# Église Saint-Blaise d'Effiat
L'église Saint-Blaise est une église catholique située à Effiat, en France. Elle fait aujourd'hui partie de la paroisse Saint-Bénilde en Limagne.

## Localisation
L'église est située dans le département français du Puy-de-Dôme, sur la commune d'Effiat, à côté du château d'Effiat.

## Historique
Le 20 avril 1627, le maréchal d'Effiat passe une convention avec les oratoriens : il leur confie l'administration de la paroisse et promet de faire construire une église, ainsi qu'une maison pour les loger. La construction de l'église débute aussitôt et s'achève en 1634 ; elle est l'œuvre de Clément Métezeau et Jacques Lemercier.
En 1714, le petit-fils du maréchal, Antoine Coëffier de Ruzé d'Effiat (1639-1719), fonde un collège, tenu par les oratoriens. L'église sert de chapelle à ce collège.
Le maréchal d'Effiat (mort en 1632) et son petit-fils sont enterrés dans l'église, dans un caveau situé sous le chœur. Leur épitaphe se trouve sur le mur de droite (côté nord) de la nef.
En 1763, un incendie détruit la toiture. À la reconstruction, la charpente fut abaissée. Le clocher fut également refait en 1764.
L'édifice est classé au titre des monuments historiques en 1972.

## Description
L'église se caractérise à l'extérieur par sa façade de style jésuite en pierre de Volvic, qu'elle ne partage en Auvergne qu'avec l'église Saint-Pierre-des-Minimes de Clermont-Ferrand.
Le clocher, reconstruit en 1764, se dresse à l'arrière, sur le côté nord. Il est coiffé d'un dôme à lanternon.
L'église comporte une nef unique. La voûte, refaite après l'incendie de 1763, est en berceau. Deux chapelles latérales encadrent le chœur : celle de droite est consacrée au Sacré-Cœur, celle de gauche à l'Immaculée Conception.

### Mobilier
- Crucifixion, tableau (1797), placé derrière le maître-autel. M.H. (1908).
- Adoration des mages, tableau (école française du XVIIe siècle), dans la chapelle de l'Immaculée Conception. M.H. (1908).
- Chaire (XVIIe siècle). M.H. (1981).
- Lutrin en bronze ciselé (XVIIIe siècle).
- Père éternel en bois sculpté. Il provient de l'ancienne chapelle du château, démolie au milieu du XIXe siècle.